# 尾尖假瘤蕨
尾尖假瘤蕨（学名：Phymatopteris stewartii）为水龙骨科假瘤蕨属下的一个种。

## 扩展阅读
- 維基物種上的相關：尾尖假瘤蕨